# 伊登瓦利 (明尼蘇達州)
伊登瓦利（英語：Eden Valley）是一個位於美國明尼蘇達州米克縣及斯特恩斯縣的城市。

## 人口
根據2020年美國人口普查的數據，伊登瓦利的面積為3.48平方千米，當中陸地面積為3.47平方千米，而水域面積為0.01平方千米。當地共有人口1027人，而人口密度為每平方千米295人。